# ISD-Neri/Saison 2010
Dieser Artikel listet Erfolge und Mannschaft des Radsportteams ISD-Neri in der Saison 2010 auf.

## Saison 2010

### Erfolge in der Continental Tour
| Datum         | Rennen                                                  | Kat. | Fahrer                |
| ------------- | ------------------------------------------------------- | ---- | --------------------- |
| 28. Februar   | Classica Sarda Olbia-Pantogia                           | 1.1  | Giovanni Visconti     |
| 6. März       | 6. Etappe Tour de Langkawi                              | 2.HC | José Rujano           |
| 7. März       | Gesamtwertung Tour de Langkawi                          | 2.HC | José Rujano           |
| 27. März      | 5. Etappe Settimana Internazionale                      | 2.1  | Bartosz Huzarski      |
| 1. April      | 1. Etappe Settimana Ciclistica Lombarda                 | 2.1  | Bartosz Huzarski      |
| 13. April     | 3. Etappe Presidential Cycling Tour of Turkey           | 2.HC | Giovanni Visconti     |
| 14. April     | 4. Etappe Presidential Cycling Tour of Turkey           | 2.HC | Giovanni Visconti     |
| 11.–18. April | Gesamtwertung Presidential Cycling Tour of Turkey       | 2.HC | Giovanni Visconti     |
| 3. Juni       | 1. Etappe Luxemburg-Rundfahrt                           | 2.HC | Giovanni Visconti     |
| 20. Juni      | Gran Premio Nobili Rubinetterie – Coppa Città di Stresa | 1.1  | Oscar Gatto           |
| 26. Juni      | Italienische Meisterschaft – Straßenrennen              | NC   | Giovanni Visconti     |
| 21. Juli      | 1. Etappe Brixia Tour                                   | 2.1  | Mannschaftszeitfahren |
| 5. September  | Giro della Romagna                                      | 1.1  | Patrik Sinkewitz      |

### Abgänge – Zugänge
| Zugänge                      | Team 2009             | Abgänge                        | Team 2010                     |
| ---------------------------- | --------------------- | ------------------------------ | ----------------------------- |
| Francesco Tomei              | Lampre-N.G.C.         | Andrij Hrywko                  | Astana                        |
| Diego Caccia                 | Barloworld            | Dario Cioni                    | Sky Professional Cycling Team |
| Paolo Longo Borghini         | Barloworld            | Ian Stannard                   | Sky Professional Cycling Team |
| Carlo Scognamiglio           | Barloworld            | Alessandro Proni               | Acqua & Sapone                |
| José Rujano                  | Gobernación del Zulia | Santo Anzà                     | Ceramica Flaminia             |
| Pierpaolo De Negri           | Neoprofi              | Cristian Benenati              | De Rosa-Stac Plastic          |
| Salvatore Mancuso            | Neoprofi              | Igor Abakoumov                 | ISD Continental Team          |
| Patrik Sinkewitz (ab 01.05.) | PSK Whirlpool-Author  | Serhij Matwjejew               | Karriereende                  |
|                              |                       | José Rujano (bis 31.05.)       | Gobernación del Zulia         |
|                              |                       | Dmytro Hrabowskyj (bis 31.08.) | Unbekannt                     |

### Mannschaft
| Fahrer               | Geburtsdatum      | Land         |              |
| -------------------- | ----------------- | ------------ | ------------ |
| Maxim Belkow         | 9. Januar 1985    | Russland     |              |
| Diego Caccia         | 31. Juli 1981     | Italien      |              |
| Simon Clarke         | 18. Juli 1986     | Australien   |              |
| Alessandro Colo      | 16. Mai 1986      | Italien      |              |
| Pierpaolo De Negri   | 5. Juni 1986      | Italien      |              |
| Oscar Gatto          | 1. Januar 1985    | Italien      |              |
| Bartosz Huzarski     | 27. Oktober 1980  | Polen        |              |
| Witalij Kondrut      | 15. Februar 1984  | Ukraine      |              |
| Denys Kostjuk        | 13. März 1982     | Ukraine      |              |
| Dmytryj Krywzow      | 3. April 1985     | Ukraine      |              |
| Oleksandr Kwatschuk  | 23. Juli 1983     | Ukraine      |              |
| Paolo Longo Borghini | 10. Dezember 1980 | Italien      |              |
| Salvatore Mancuso    | 5. Februar 1986   | Italien      |              |
| Gianluca Mirenda     | 17. November 1983 | Italien      |              |
| Ruslan Pidhornyj     | 25. Juli 1977     | Ukraine      |              |
| Davide Ricci Bitti   | 12. Februar 1984  | Italien      |              |
| Leonardo Scarselli   | 29. April 1975    | Italien      |              |
| Carlo Scognamiglio   | 31. Mai 1983      | Italien      |              |
| Patrik Sinkewitz     | 20. Oktober 1980  | Deutschland  |              |
| Francesco Tomei      | 19. Mai 1985      | Italien      |              |
| Giovanni Visconti    | 13. Januar 1983   | Italien      |              |
| Emanuele Vona        | 19. März 1983     | Italien      |              |
| Stagiaires           | Stagiaires        | Nationalität | Nationalität |
| Paolo Centra         | Paolo Centra      | Italien      |              |
| Elia Favilli         | Elia Favilli      | Italien      |              |
| Andrea Guardini      | Andrea Guardini   | Italien      |              |